# HD 155358 b
HD 155358 b is een gasreus bij de ster HD 155358, 142 lichtjaar van ons verwijderd in het sterrenbeeld Hercules. De planeet draait om de ster met een afstand van ongeveer 63% de afstand tussen de aarde en de Zon en heeft een matige excentriciteit. De massa van de planeet is op zijn minst 89% van die van Jupiter, afhankelijk van de glooiingshoek van de draaiing en de massa van de ster. De planeet draait in iets meer dan een half jaar om zijn ster heen.

## Referentie
- (en)  Extrasolar Planets Encyclopaedia